# جیمی گیلز
جیمی گیلز (انگلیسی: Jimmy Giles؛ زادهٔ ۲۱ آوریل ۱۹۴۶) بازیکن فوتبال اهل بریتانیا است.
از باشگاه‌هایی که در آن بازی کرده‌است می‌توان به باشگاه فوتبال اکستر سیتی، باشگاه فوتبال چارلتون اتلتیک، باشگاه فوتبال سوئیندون تاون، و باشگاه فوتبال یئوویل تاون اشاره کرد.